# Kurt Pflieger
Kurt Pflieger (* 18. Mai 1890 in Wiesbaden; † 19. September 1958 in Hamburg) war ein deutscher Generalleutnant, im Zweiten Weltkrieg als Divisionskommandeur des Heeres eingesetzt.

## Leben und Dienstlaufbahn
Kurt Pflieger besuchte ab 1905 die Kadettenanstalt Lichterfelde. 1909 trat er als Fähnrich in das Holsteinische Feldartillerie-Regiment Nr. 24 (FAR-24) in Güstrow ein, wo er 1910 zum Leutnant befördert wurde. Nach Besuch der Feldartillerieschule in Jüterbog wurde er 1913 zum Abteilungsadjutant im FAR-24 ernannt, mit dem er in den Ersten Weltkrieg zog. 1915 wurde Pflieger zum Oberleutnant befördert und zum Regimentsadjutant des FAR-24 ernannt. Ende 1915 wurde er in den Stabsdienst zur 17. Infanterie-Division versetzt, 1916 dann als Adjutant zur 17. Feldartillerie-Brigade. 1917 kam er wieder zu seinem Regiment zurück, nun als Batteriechef. 1917 wurde Pflieger zum Hauptmann befördert. Während des Ersten Weltkriegs erhielt er beide Stufen des Eisernen Kreuzes. 
Nach Kriegsende wurde Pflieger zuerst in das Reichsheer übernommen, nahm aber 1920 seinen Abschied, um die Sicherheitspolizei einzutreten. 1922 veröffentlichte er die Kriegsgeschichte seines Regiments in der Reihe Erinnerungsblätter deutscher Regimenter. 1934 trat er von der Polizei zur Wehrmacht über, wo er erneut in der Waffengattung Artillerie eingesetzt war, zuerst bei der Artillerieschule Jüterbog, dann beim Artillerie-Regiment Schwerin, später Artillerie-Regiment 12. 1936 wurde er zum Oberst befördert und Kommandeur des Artillerie-Regiments 19 der 19. Infanterie-Division und daher am Überfall auf Polen beteiligt.
1940 wurde er zum Generalmajor befördert, und erhielt im Frühjahr 1941 das Kommando der 337. Infanterie-Division, die Dienst an der Demarkationslinie in Frankreich tat. Von 1942 bis 1943 war Pflieger Kommandeur der 31. Infanterie-Division im Abschnitt der Heeresgruppe Mitte an der Ostfront. Im Oktober 1942 wurde er dort zum Generalleutnant befördert. Im Juli 1943 wurde Pflieger Kommandeur der 416. Infanterie-Division in Aalborg. Ab Oktober 1944 wurde er mit dieser Division an der Westfront eingesetzt und führte sie bis Kriegsende. Im Februar 1945 erhielt er das Ritterkreuz.
Am 3. Mai 1945 geriet Pflieger in Klein Krankow nahe Wismar in alliierte Kriegsgefangenschaft und wurde im Special Camp XI in England interniert. 1948 wurde er entlassen.